# Rhinobatos blochii
Rhinobatos blochii é uma espécie de peixe da família Rhinobatidae.
Pode ser encontrada nos seguintes países: Namíbia e África do Sul.
Os seus habitats naturais são: mar costeiro e águas estuarinas.
Está ameaçada por perda de habitat.